# Рябухи
Рябу́хи (укр. Рябухи) — село в Талалаевском районе Черниговской области Украины. Население — 377 человек. Занимает площадь 1,458 км².
Код КОАТУУ: 7425383001. Почтовый индекс: 17212. Телефонный код: +380 8–04634.

## Власть
Орган местного самоуправления — Рябуховский сельский совет. Почтовый адрес: 17212, Черниговская обл., Талалаевский р-н, с. Рябухи, ул. Садовая, 9а.